# بنجامين ويتس
بنجامين ويتس (5 نوفمبر 1969) هو صحفي قانوني أمريكي وزميل أول في دراسات الحوكمة في معهد بروكينغز، شغل منصب مدير الأبحاث في القانون العام، والمدير المشارك لكلية هارفارد للحقوق - مشروع بروكينغز حول القانون وحماية القانون. يعمل بشكل أساسي في القضايا المتعلقة بالقانون الأمريكي والأمن القومي. جنبا إلى جنب مع روبرت إم تشيسني وجاك غولدسميث، هو أيضًا عضو في فريق العمل المعني بالأمن القومي والقانون التابع لمعهد هوفر. وهو متحدث إعلاميًا في موضوعات الاعتقال والاستجواب والأمن القومي، وأمام الجماهير الأكاديمية والحكومية والسياسية والعسكرية.

## مؤافاته
- التخلص من الرئاسة: حرب دونالد ترامب على أقوى مكتب في العالم (2020)، مع سوزان هينيسي
- ملاحظات حول تقرير مولر (2019)
- التحدث بالقانون: خطابات إدارة أوباما حول قانون الأمن القومي (2015)، كتبها مع كينيث أندرسون
- مستقبل العنف: الروبوتات والجراثيم والقراصنة والطائرات بدون طيار - مواجهة عصر جديد من التهديد (2015).
- الاعتقال والإنكار: قضية الصدق بعد غوانتانامو (2010)، يوضح الكتاب بالتفصيل كيف أن سياسة الاعتقال الأمريكية عبارة عن مجموعة متشابكة من التعتيم، وليست مجموعة جادة واعية من الخيارات الأخلاقية والقانونية والسياسية. ويقول إن هناك حاجة لمزيد من التماسك والوضوح والصراحة العامة من الحكومة الأمريكية فيما يتعلق بسياسة وممارسات الاحتجاز، وزيادة وعي المواطنين بذلك.[5]
- القانون والحرب الطويلة: مستقبل العدالة في عصر الإرهاب (2008) هو تحليل ويتس لكيفية وصول أمريكا إلى طريق مسدود في الجدل حول الحرية وحقوق الإنسان ومكافحة الإرهاب.[6]